# Монстранція (геральдика)
Монстранція — негеральдична фігура, що зображується на гербі пишно, але не однаково. Ця гербова фігура зустрічається переважно в церковній геральдиці, наприклад, у гербах єпископів.
Герб має відповідним чином описувати літургійний пристрій з точки зору типу (вежа, вівтарний образ або монстранція з ліхтарем, монстранція з диском, монстранція з сонцем або променем) і форми. Підошва, древко і навершя, які в гербі переважно подані золотом, мають бути чітко описані. Монстранцію можна підсилити німбом, хрестом, німбом або дорогоцінним камінням.

Герб Бельманьї, золота монстранція в синьому кольорі зі срібним хрестом у дзеркалі
Єпископський герб Раймонда Франческа Каппетто з монстранцією
Монтранція в оточенні мандорли
Калонжа-да-Сагарра